# Georg Jakob Wagenseil
Georg Jakob Wagenseil (* 22. Dezember 1773 in Kaufbeuren; † 31. Januar 1835 ebenda) war einer der Mitbegründer des Stadttheaters Kaufbeuren.
Der Sohn von Christoph Jakob Wagenseil und Maria Elisabeth Heinzelmann heiratete am 13. März 1797 in Kempten die Kemptnerin Juliana Katherina Bogner und hatte mit ihr die Kinder Anna Barbara Wagenseil (* 1801) und Amalie Wagenseil (* 1806).
Der evangelische Wagenseil war in Kaufbeuren als Textilgroßhändler tätig und war daneben Stadtgerichtsassessor, Ratsherr, Senator und Major der Bürgerwehr in Kaufbeuren. In zweiter Ehe war Wagenseil mit Hedwig Mathilde Schachenmayer verheiratet.